# Provița de Jos (gmina)
Provița de Jos – gmina w Rumunii, w okręgu Prahova. Obejmuje miejscowości Drăgăneasa, Piatra i Provița de Jos. W 2011 roku liczyła 2264 mieszkańców.